# نیکلاس اونز
نیکلاس بنبو اِوِنز (انگلیسی: Nicholas Benbow Evans؛ زادهٔ ۲۶ ژوئیهٔ ۱۹۵۰ – درگذشتهٔ ۹ اوت ۲۰۲۲) روزنامه‌نگار، فیلم‌نامه‌نویس، تهیه‌کننده، و رمان‌نویس اهل انگلستان بود.
رمان نجواگر اسب او در لیست پرفروش‌ترین رمان سال ۱۹۹۵ در ایالات متحده، که توسط نیویورک تایمزارائه شد، رتبه دهم را به خود اختصاص داد. در سال ۱۹۹۸ بر اساس آن فیلمی به کار گردانی رابرت ردفورد، با بازی کریستین اسکات توماس، به‌همراه اسکارلت جوهانسون و سم نیل ساخته شد.